# Plus fort que le silence (téléfilm)
Ne doit pas être confondu avec Plus fort que le silence.
Plus fort que le silence (Scared Silent) est un téléfilm américain réalisé par Mike Robe et diffusé le 20 mai 2002 sur Lifetime.

## Synopsis
Kathy est heureuse auprès de son second époux, Doug Clifson, le chef de la police de Fremont, qui adore Brian, l'enfant né de son premier mariage. Mais un soir, Doug lui parle d'un nouvel adjoint du shérif, nommé John McCrane. En entendant ce nom, Kathy s'effondre. Le lendemain, elle annonce la nouvelle à son amie Carole. Les deux femmes décident de tout révéler à Doug : elles ont été violées par cet homme treize ans plus tôt.

## Fiche technique
- Titre original : Scared Silent
- Réalisation : Mike Robe
- Scénario : Richard Leder
- Photographie : Eric van Haren Noman
- Musique : Laura Karpman
- Société de production : von Zerneck/Sertner Films
- Pays :  États-Unis
- Durée : 87 minutes

## Distribution
- Penelope Ann Miller (VF : Déborah Perret) : Kathy Clifson
- Reed Diamond (VF : Régis Reuilhac) : Doug Clifson
- Liisa Repo-Martell (en) (VF : Odile Schmitt) : Carole Bakelin
- Andrew Jackson (VF : Lionel Tua) : John McCrane
- Joel S. Keller : Todd Bakelin
- Shannon Lawson (VF : Véronique Alycia) : Camille
- Marnie McPhail (VF : Barbara Delsol) : Lynn
- Matt Craven (VF : Jean-Pierre Leroux) : Scott Miller
- Scott Wachal : Brian Clifson
- Conrad Coates (VF : Jean-Paul Pitolin) : Whit Colby
- Sandi Ross : Dr Nancy Tobin

 Source et légende : version française (VF) sur RS Doublage et selon le carton du doublage français télévisuel.